# Los Carriles
Los Carriles es una parroquia del concejo asturiano de Llanes. Se localiza en la zona occidental del concejo, limitando con las parroquias de Ḥontoria al norte, Rales al este, Vibaño y Los Caleyos al sur y Nueva al oeste. Tiene una extensión de 3,44 km² y una población de 98 habitantes (2016). Todos viven en el núcleo homónimo, formado por una serie de barrios: L'Acebal, El Doradiellu, L'Inḥiestu y La Retuerta.
Es punto de partida de ascensiones al pico Benzúa, de 723 metros de altitud, el pico más alto de la sierra homónima. En el pueblo podemos encontrarnos ejemplos de arquitectura tradicional y una iglesia dedicada a San Julián. Artesanalmente, nos podemos encontrar con una quesería que elabora sus productos con leche de vaca.
Celebran sus fiestas parroquiales el 6-7 de agosto, en San Julián, que suele incluir la competición de Subida al Benzúa.

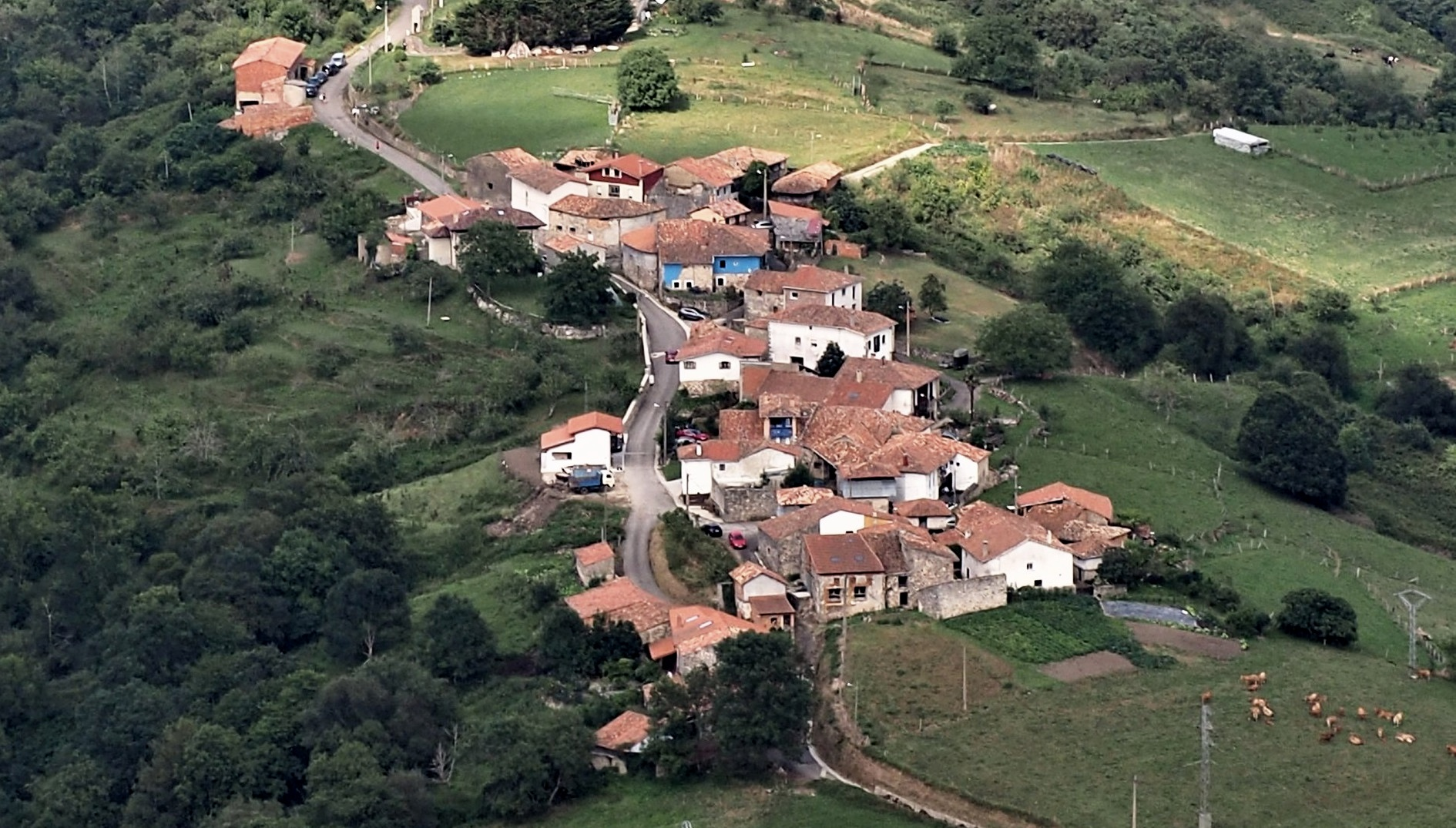
Los Carriles desde el Benzúa

## Demografía
Según los datos recogidos en el año 2022, Los Carriles cuenta con una población de 74 habitantes (35 mujeres y 39 hombres).
Como la mayoría de pueblos del concejo de Llanes, Los Carriles ha sufrido tal descenso de población que existen más viviendas que habitantes.
A continuación, se muestra la evolución demográfica desde el año 2000:  
| Gráfica de evolución demográfica de Los Carriles entre 1887 y 2022                       |
|                                                                                          |
| Fuente: Instituto Nacional de Estadística de España - Elaboración gráfica por Wikipedia. |